# Naum (carte)
Naum este o carte din Vechiul Testament.